# Cerkev sv. Marka, Vrba
Cerkev sv. Marka v Vrbi je rimskokatoliška podružnična cerkev, ki je del župnije Breznica.
Cerkev se prvič omenja v radovljiški župnijski matrikuli iz leta 1468. Cerkev ohranja elemente romanske arhitekture, kot je ravno krita ladja, vendar pa izraža tudi gotske vplive, zlasti v zvezdasto obokanem prezbiteriju. Zvonik je bil zgrajen sočasno s prezbiterijem. Pred vhodom je baročna lopa. 
Leta 1990 so bili rekonstruirani fragmenti fresk in leseni strop s poslikavo Jerneja iz Loke. Cerkev je v sonetu O Vrba, srečna draga vas domača omenil tudi Prešeren, čigar rojstna hiša stoji v bližini. 